# Stank Ass Ho 2
Stank Ass Ho 2 – singel Jaa9 & OnklP i Rune Rudberga, wydany w 2004 roku przez C+C Records. W teledysku do utworu wzięła udział Aylar Lie.

## Lista utworów
- CD Singel (2004)[1]

1. „Stank Ass Ho” – 3:55
2. „Stank Ass Ho” (Demoversion 2000) – 2:33
3. „Stank Ass Ho 2” (Instrumental) – 3:53

- Promo (2004)[2]

1. „Stank Ass Ho 2”

## Listy przebojów
| Kraj     | Lista (2003/2004/2005) | Najwyższa pozycja |
| -------- | ---------------------- | ----------------- |
| Norwegia | Top 20 Singles         | 11                |